# Kajátavölgy
Kajátavölgy (szlovákul: Kojatická Dolina) Kajáta településrésze Szlovákiában, az Eperjesi kerület Eperjesi járásában.

## Fekvése

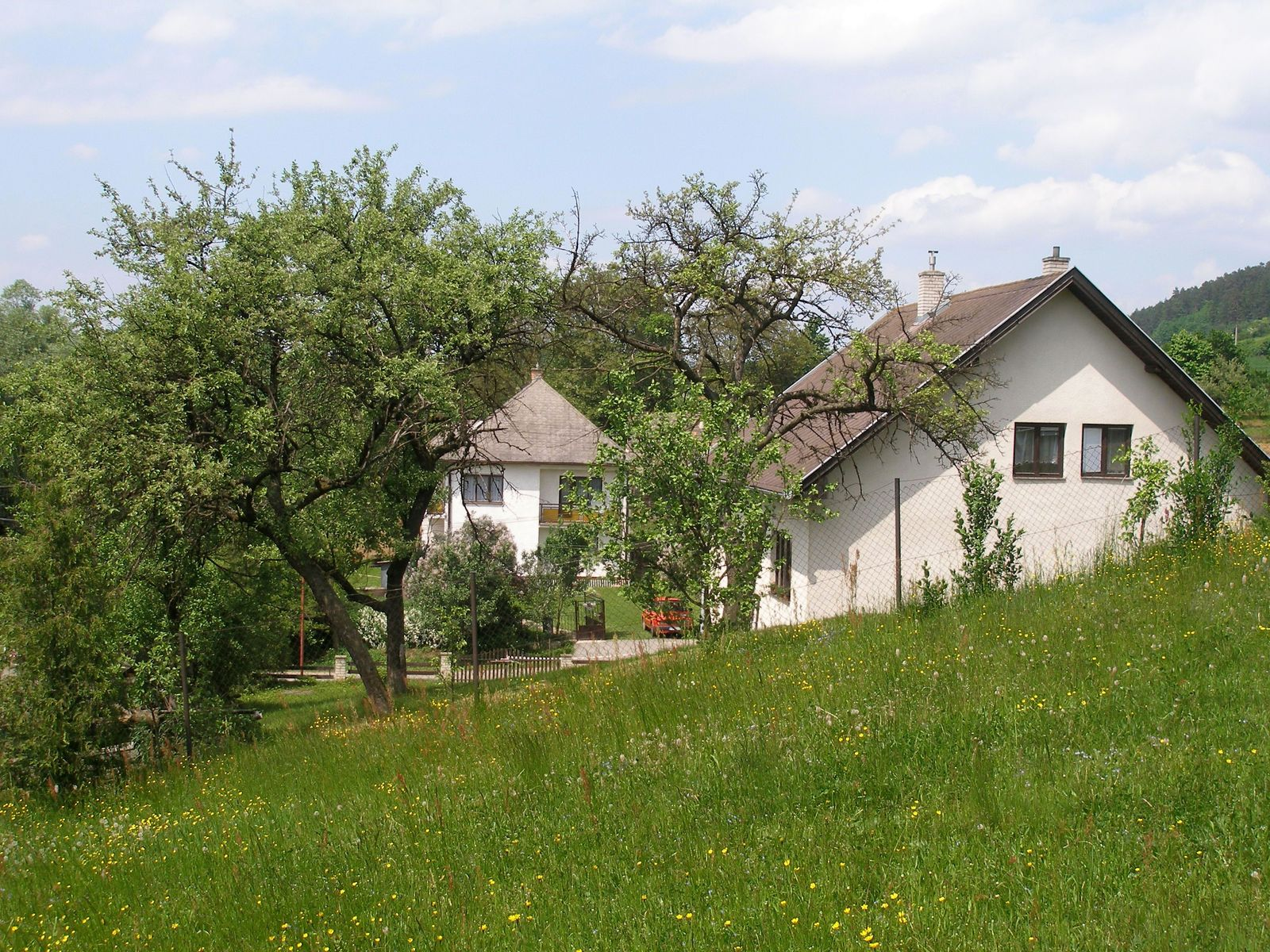

Kajáta központjától 2 km-re délre fekszik.

## Története
Az első világháború előtt alapították, jórészt az ideköltözött lengyel betelepülők. 1920 előtt területe Sáros vármegye Eperjesi járásához tartozott. Nem volt önálló település.

## Nevezetességei
A Hétfájdalmú Szűzanya tiszteletére szentelt római katolikus kápolnája.

## Külső hivatkozások
- Kajátavölgy Szlovákia térképén

## Lásd még
- Kajáta
- Luzsány